# Poncione di Manió
Poncione di Manió är en bergstopp i Schweiz.   Den ligger i distriktet Leventina och kantonen Ticino, i den centrala delen av landet, 90 km sydost om huvudstaden Bern. Toppen på Poncione di Manió är 2 925 meter över havet, eller 228 meter över den omgivande terrängen. Bredden vid basen är 2,3 km.
Terrängen runt Poncione di Manió är varierad. Runt Poncione di Manió är det mycket glesbefolkat, med 3 invånare per kvadratkilometer.. Närmaste större samhälle är Airolo, 13,7 km öster om Poncione di Manió. 
Trakten runt Poncione di Manió består i huvudsak av gräsmarker.